# Distrikt San Juan de Tarucani

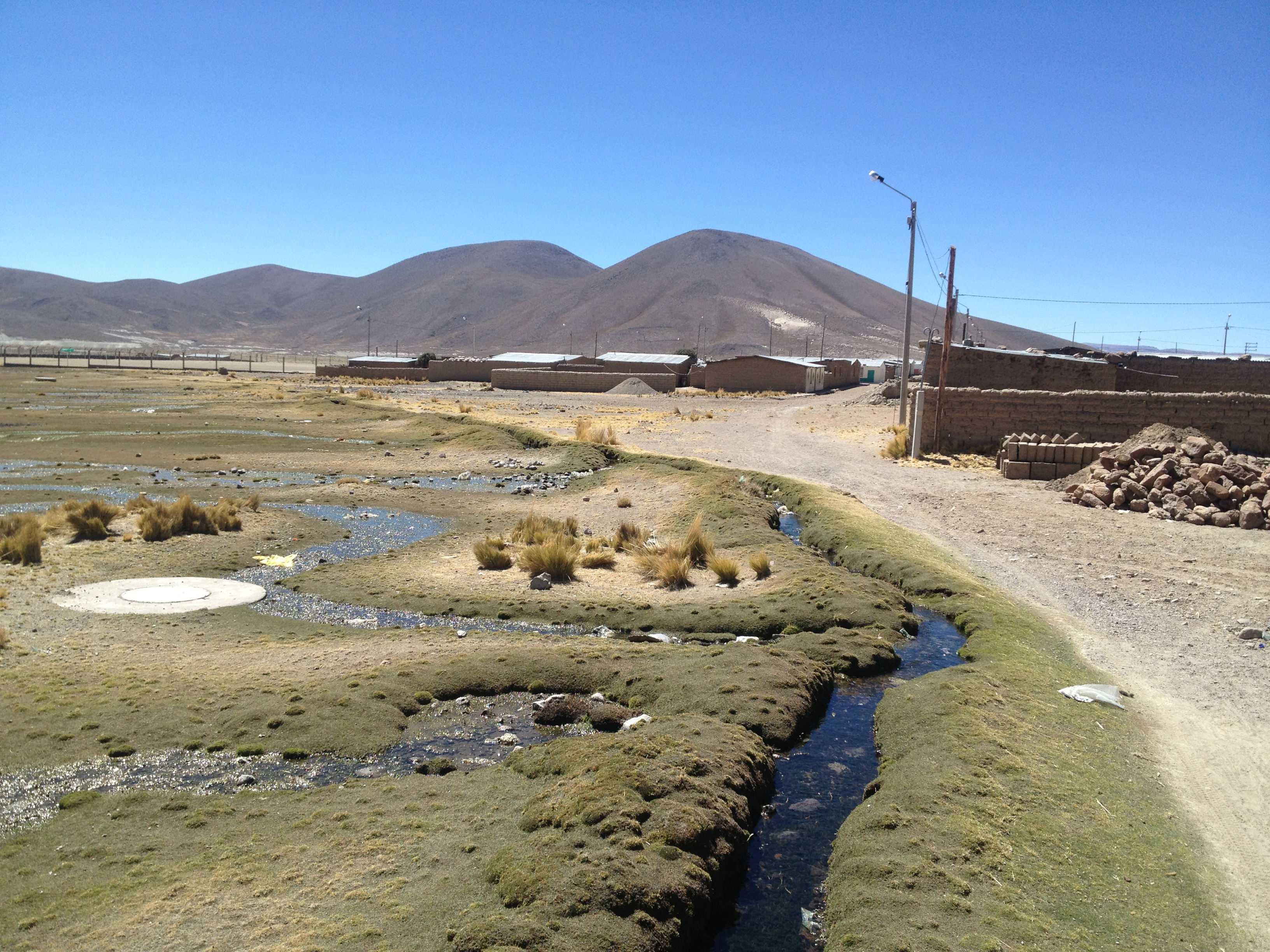
San Juan de Tarucani

Der Distrikt San Juan de Tarucani liegt in der Provinz Arequipa der Region Arequipa in Südwest-Peru. Der Distrikt wurde am 2. Januar 1857 gegründet. Er hat eine Fläche von 2264,59 km². Beim Zensus 2017 lebten 1377 Einwohner im Distrikt. Im Jahr 1993 lag die Einwohnerzahl bei 2110, im Jahr 2007 bei 2129. Die Distriktverwaltung liegt in der 4210 m hoch gelegenen Ortschaft San Juan de Tarucani. San Juan de Tarucani liegt 55 km ostnordöstlich der Provinz- und Regionshauptstadt Arequipa.

## Geographische Lage
Der Distrikt San Juan de Tarucani liegt im äußersten Osten  der Provinz Arequipa. Er liegt im Bergland der peruanischen Westkordillere. Der Oberlauf des Río Chili verläuft entlang der nördlichen Westgrenze des Distrikts. Die Talsperre Aguada Blanca liegt am Westrand des Distrikts. Die Vulkane Misti und Picchu Picchu erheben sich im Westen und Südwesten des Distrikts. Im Süden des Distrikts liegt der Salzsee Laguna Salinas. Im Norden des Distrikts liegt die Talsperre El Frayle am Río Blanco, einem Zufluss des Río Chili. Der Distrikt liegt größtenteils innerhalb des Schutzgebiets Reserva Nacional de Salinas y Aguada Blanca.
Der Distrikt San Juan de Tarucani grenzt im Westen an die Distrikte Pocsi, Characato, Chiguata, Cayma und Yura, im Norden an den Distrikt San Antonio de Chuca (Provinz Caylloma), im äußersten Nordosten an den Distrikt Cabanillas (Provinz San Román, Region Puno), im Osten an die Distrikte Ubinas und Matalaque (beide in der Provinz General Sánchez Cerro, Region Moquegua) sowie im Süden an die Distrikte Coalaque und Puquina (ebenfalls in der Provinz General Sánchez Cerro).

## Ortschaften im Distrikt
- Cancosani
- Carmen de Chaclaya
- Condorí
- Huayllacucho
- La Yunta
- Pati
- Pucasaya
- Salinas Huito
- San Juan de Tarucani